# Raymonde Guyot
Raymonde Guyot (* 4. Januar 1935 in Paris; † 18. März 2021 in Chailles, Département Loir-et-Cher) war eine französische Filmeditorin.

## Leben
Raymonde Guyot sammelte erste Erfahrungen beim Film als Schnittassistentin von Jean Cocteaus Das Testament des Orpheus (1960) und Philippe de Brocas Liebhaber für fünf Tage (1961). 1972 war sie für Nina Companéez’ Film Faustine et le bel été mit Muriel Catala und Isabelle Adjani erstmals allein für den Schnitt verantwortlich. Daraufhin kam sie regelmäßig als Editorin zum Einsatz.
Besonders häufig, insgesamt 14 Mal, arbeitete sie mit Regisseur Michel Deville zusammen, so unter anderem für die Filme Die unbekannte Schöne (1973) mit Michel Piccoli, Das wilde Schaf (1974) mit Jean-Louis Trintignant und Romy Schneider sowie für das starbesetzte kammerspielartige Filmdrama Der Tölpel (1986). Für Devilles Filme Ohne Datenschutz und Gefahr im Verzug erhielt Guyot 1979 und 1986 je einen César in der Kategorie Bester Schnitt. Zuletzt war sie bei dem Filmdrama Nur der Mond schaut zu (1999) als Editorin tätig. Ihr Schaffen umfasst mehr als zwei Dutzend Produktionen.

## Filmografie (Auswahl)
- 1968: Vögel sterben in Peru (Les oiseaux vont mourir au Pérou)
- 1972: Faustine et le bel été
- 1972: Das fünfblättrige Kleeblatt (Le trèfle à cinq feuilles)
- 1973: Die unbekannte Schöne (La femme en bleu)
- 1974: Das wilde Schaf (Le mouton enragé)
- 1977: Gaunerlehre (L’apprenti salaud)
- 1978: Ohne Datenschutz (Le dossier 51)
- 1979: Mein Partner Davis (L’associé)
- 1980: Reise in die Zärtlichkeit (Le voyage en douce)
- 1981: Stille Wasser (Eaux profondes)
- 1983: Die kleine Bande (La petite bande)
- 1985: Gefahr im Verzug (Péril en la demeure)
- 1986: Der Tölpel (Le paltoquet)
- 1987: Am großen Weg (Le grand chemin)
- 1988: Die Vorleserin (La lectrice)
- 1990: Ein Sommer an der See (La Baule-les-Pins)
- 1990: Eine Sommernacht in der Stadt (Nuit d’été en ville)
- 1991: Eine Straßenbekanntschaft (La contre-allée)
- 1991: Die schöne Lili (La reine blanche)
- 1992: Sweetheart (Toutes peines confondues)
- 1994: Die kleinen Freuden des Lebens (Aux petits bonheurs)
- 1994: Rosine
- 1997: Die Jagd nach dem tanzenden Gott (La divine poursuite)
- 1999: Nur der Mond schaut zu (Qui plume la lune?)

## Auszeichnungen
- 1979: César in der Kategorie Bester Schnitt für Ohne Datenschutz
- 1986: César in der Kategorie Bester Schnitt für Gefahr im Verzug
- 1988: Nominierung für den César in der Kategorie Bester Schnitt für Am großen Weg
- 1989: Nominierung für den César in der Kategorie Bester Schnitt für Die Vorleserin